# Kirchenbezirk Hessen-Süd
| Selbständige Evangelisch-Lutherische Kirche Kirchenbezirk Hessen-Süd | Selbständige Evangelisch-Lutherische Kirche Kirchenbezirk Hessen-Süd |
| -------------------------------------------------------------------- | -------------------------------------------------------------------- |
|                                                                      |                                                                      |
| Basisdaten                                                           |                                                                      |
| Leitender Geistlicher:                                               | Peter M. Kiehl                                                       |
| Kirche:                                                              | Selbständige Evangelisch-Lutherische Kirche                          |
| Kirchenregion:                                                       | Süd                                                                  |
| Gemeinden:                                                           | 19 in 10 Pfarrbezirken                                               |
| Anschrift:                                                           | Gruberstraße 30, 64289 Darmstadt                                     |

Der Kirchenbezirk Hessen-Süd ist als Kirchenbezirk der Selbständigen Evangelisch-Lutherischen Kirche  (SELK) eine Körperschaft des öffentlichen Rechts.

## Struktur
Dem Kirchenbezirk steht als leitender Geistlicher ein Superintendent vor, der mit dem Kirchenbezirksbeirat die Leitung innehat. Weitere Organe sind die Kirchenbezirkssynode, die jährlich tagt. Synodale stellt eine Kirchengemeinde mit jeweils einem Laienvertreter und dem Gemeindepfarrer. Neben der Synode ist der Bezirkspfarrkonvent, dem alle Pfarrer im aktiven Dienst mit Sitz und Stimme angehören, Organ des Kirchenbezirks. Dieser Kirchenbezirk gehört zur Kirchenregion Süd der SELK.

## Lutherische Kirchengemeinden
- Pfarrbezirk Allendorf/Lumda-Grünberg
- Pfarrbezirk Allendorf/Ulm
- Pfarrbezirk Darmstadt-Reichelsheim
- Pfarrbezirk Frankfurt am Main
- Pfarrbezirk Gemünden
- Pfarrbezirk Limburg/Schönborn/Bechtheim
  -  Evangelisch-Lutherische St. Johannesgemeinde Limburg
- Pfarrbezirk Oberursel
- Pfarrbezirk Rothenberg/Erbach/Fürstenau
- Pfarrbezirk Steeden/Aumenau
- Pfarrbezirk Wiesbaden

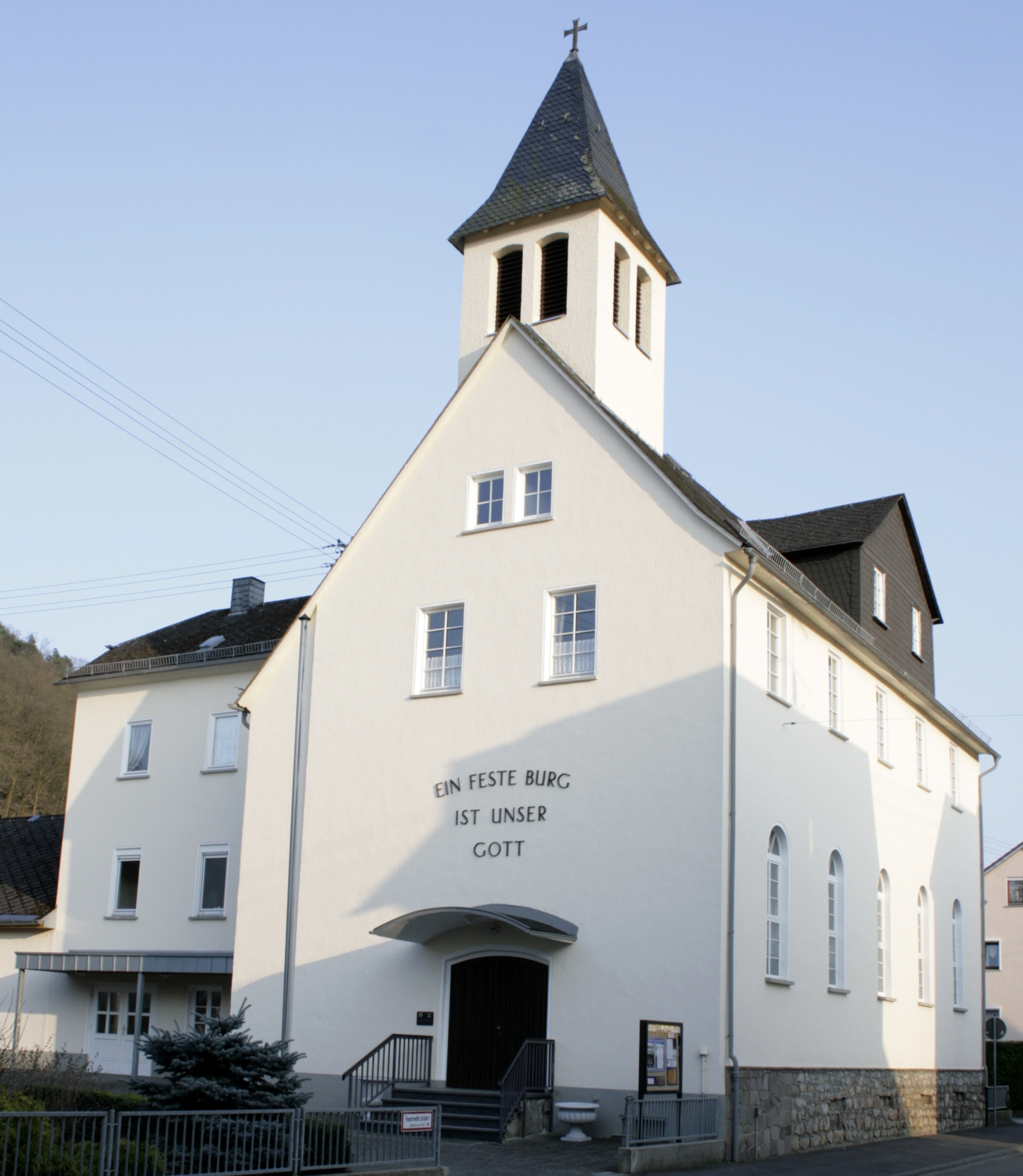
Evangelisch-Lutherische Zionsgemeinde, Steeden
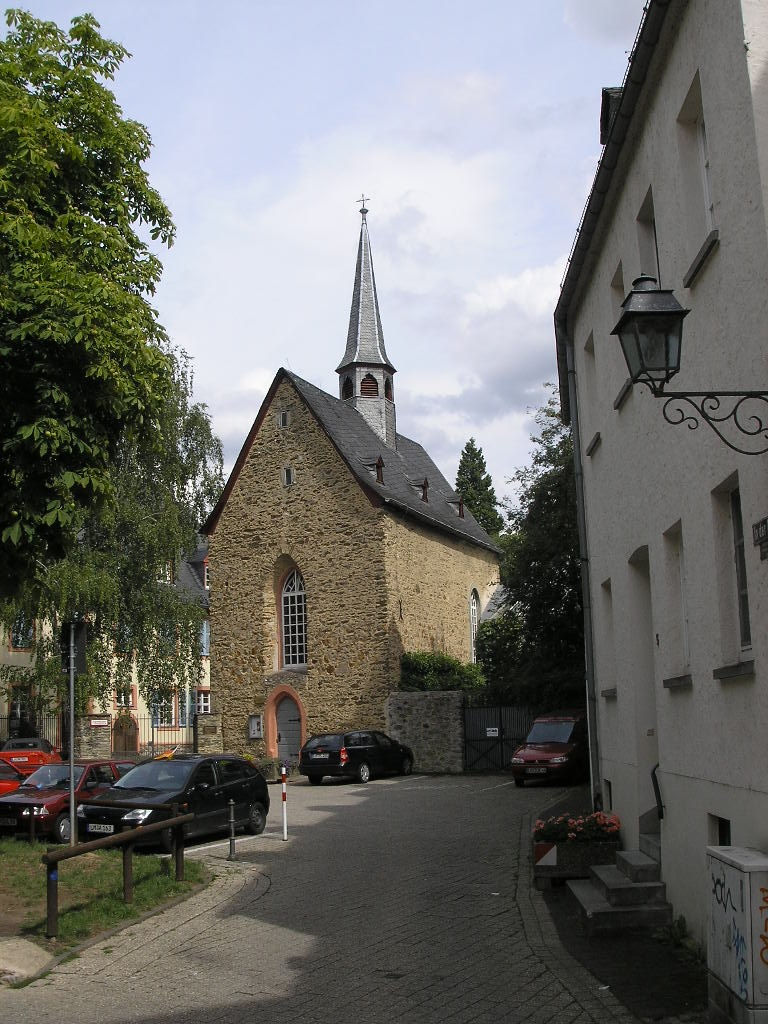
Evangelisch-Lutherische St. Johanneskapelle, Limburg an der Lahn
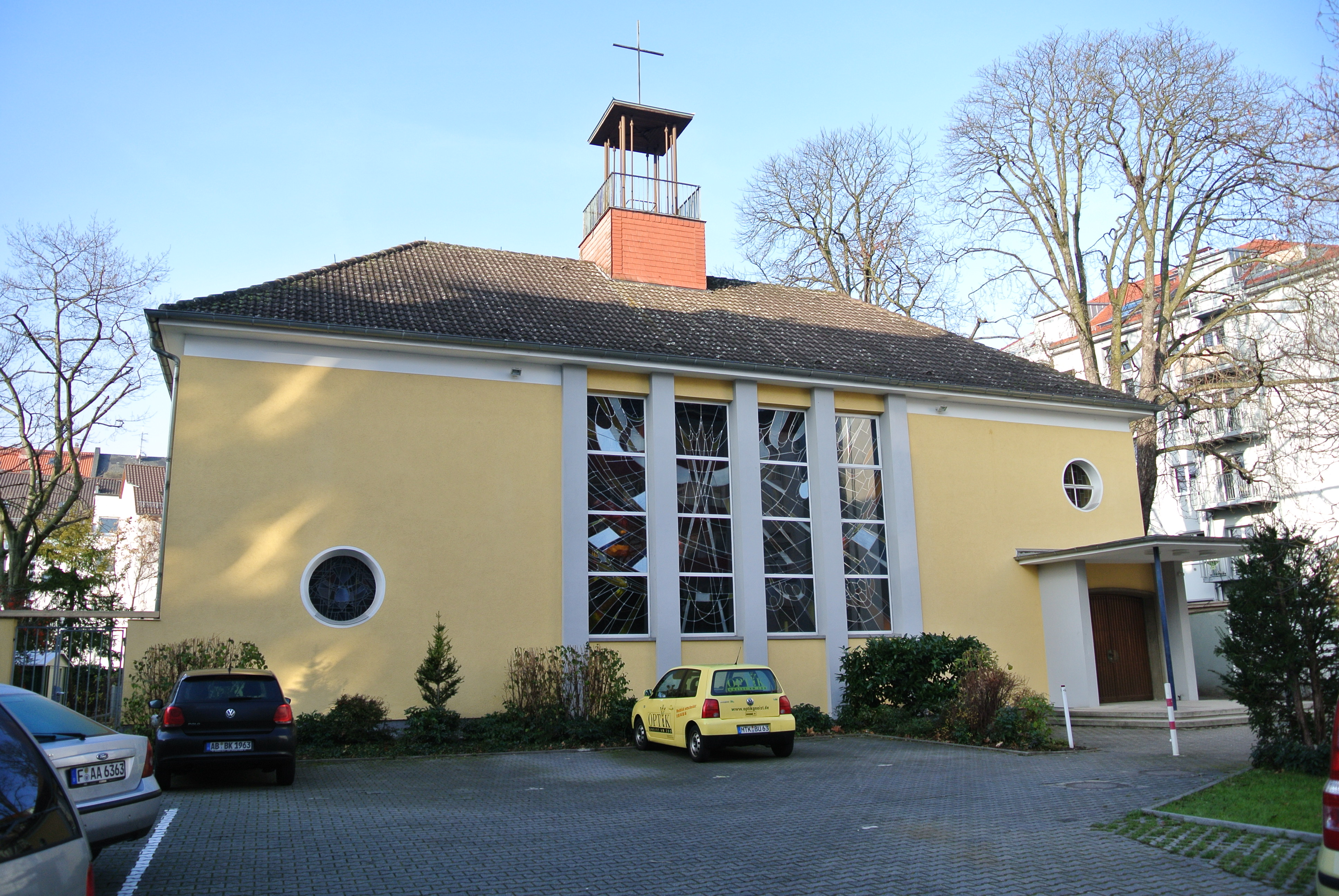
Evangelisch-Lutherische Trinitatisgemeinde, Frankfurt/Main
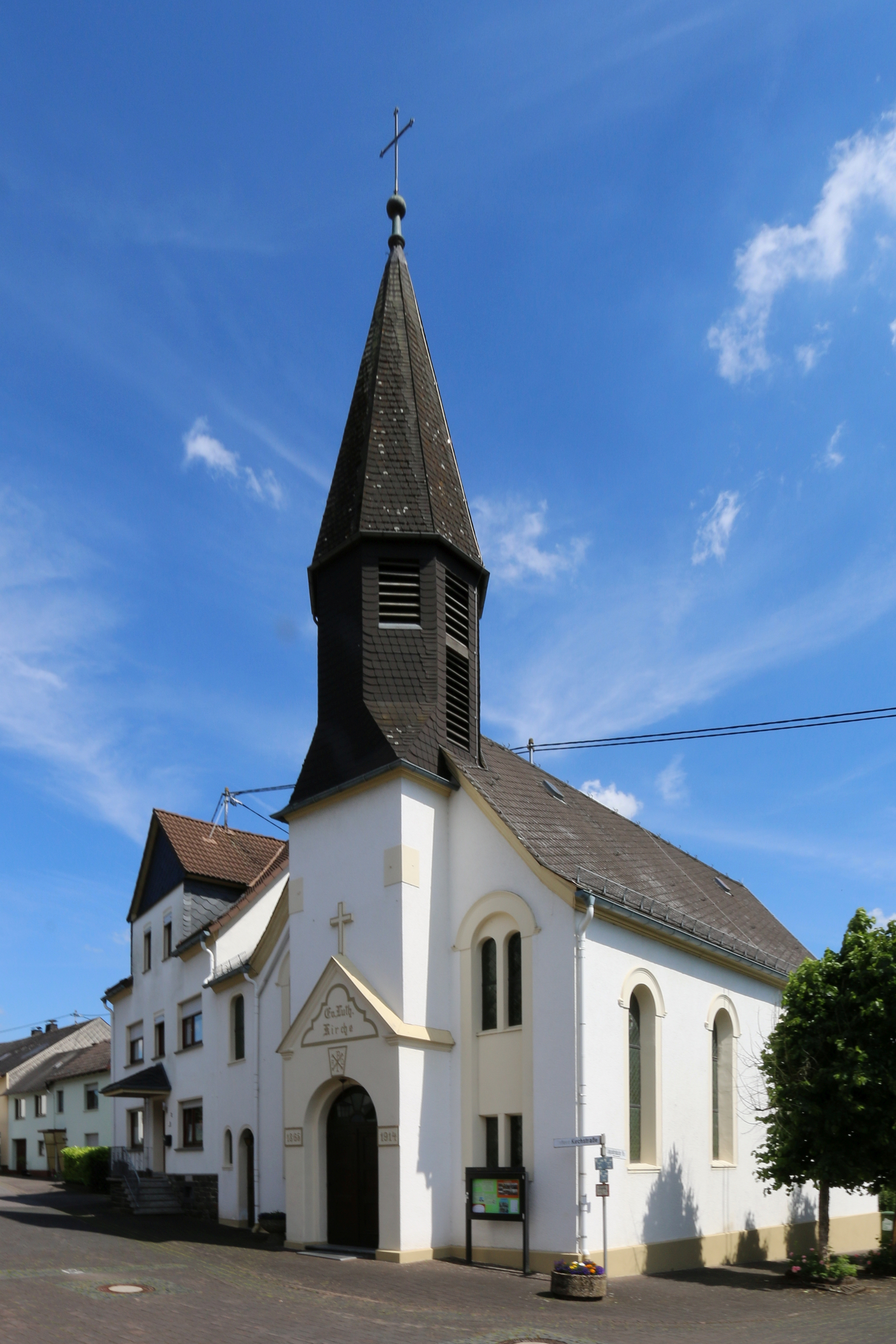
Evangelisch-Lutherische Kirchengemeinde Zum Heiligen Kreuz, Gemünden/Westerwald
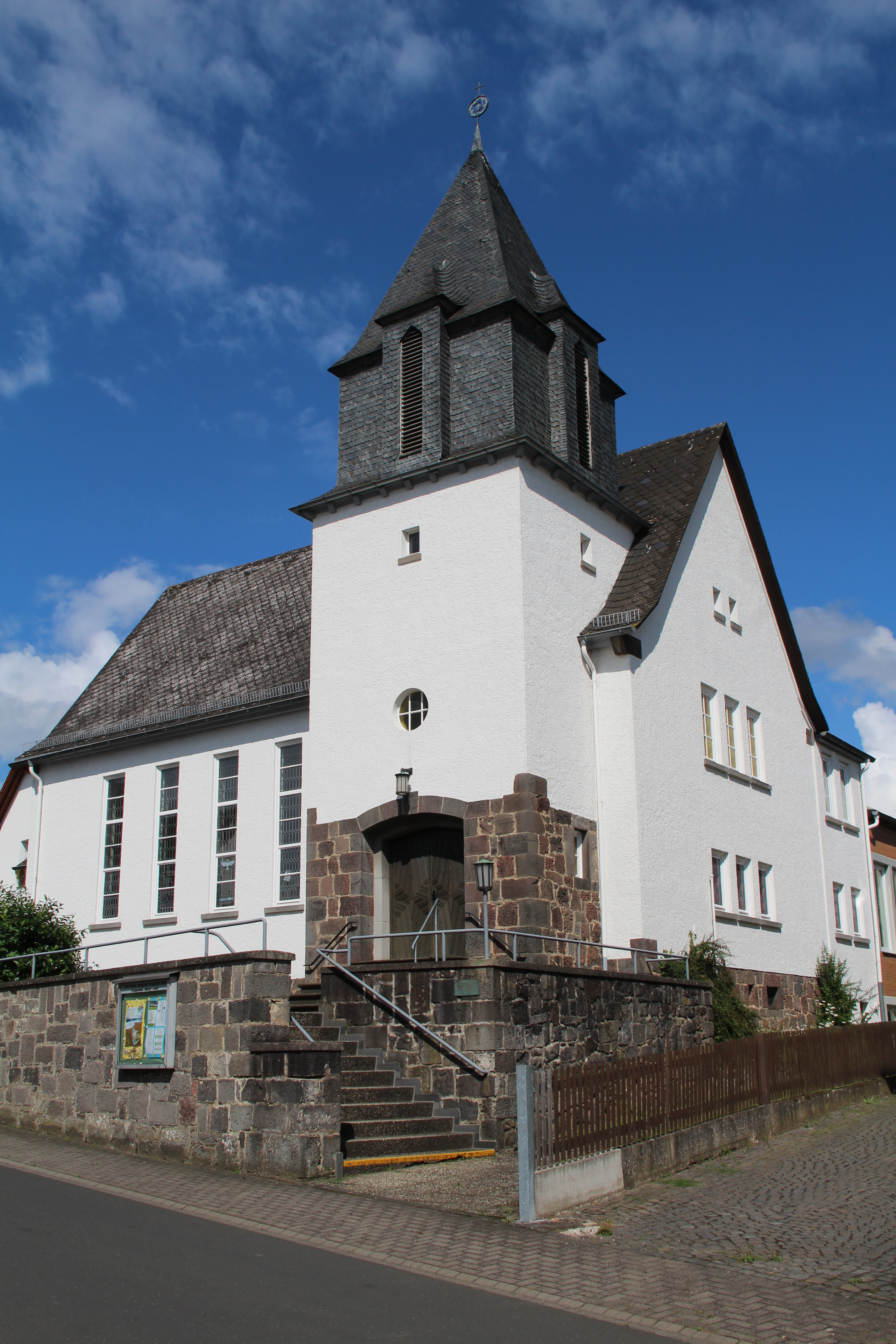
Evangelisch-Lutherische Zionsgemeinde, Allendorf/Lumda

## Superintendentur
Der derzeitige Superintendent des Kirchenbezirks Hessen Süd ist Peter M. Kiehl. Die Superintendentur befindet sich in Darmstadt.

## Kirchenbezirksbeirat
Der Kirchenbezirksbeirat besteht aus dem Superintendenten, einem Pfarrer und drei Laien.